# Apaustis theophila
Apaustis theophila là một loài bướm đêm trong họ Noctuidae.